# Ghiacciaio Klein
Il ghiacciaio Klein (in inglese Klein Glacier) è un ampio ghiacciaio situato nell'entroterra della costa di Saunders, nella parte occidentale della Terra di Marie Byrd, in Antartide. Il ghiacciaio, il cui punto più alto si trova a circa 2000 m s.l.m., fluisce in direzione nord-ovest a partire dalle vicinanze dell'Altopiano Antartico e costeggiando il versante meridionale delle montagne di La Gorce, fino ad unire il proprio flusso a quello del Ghiacciaio Scott, pochi chilometri a sud della riva della costa di Amundsen.

## Storia
Il ghiacciaio Klein è stato mappato dallo United States Geological Survey (USGS) grazie a ricognizioni terrestri dello stesso USGS e a fotografie aeree scattate dalla marina militare statunitense (USN) nel periodo 1960-1963; esso è stato poi così battezzato dal Comitato consultivo dei nomi antartici in onore del tenente Verle W. Klein, pilota membro della squadriglia della USN denominata VX-6, che operò durante l'Operazione Deep Freeze nel 1966 e nel 1967.